# Solbach
Solbach település Franciaországban, Bas-Rhin megyében. Lakosainak száma 106 fő (2022. január 1.). Solbach La Broque, Fouday, Plaine, Rothau, Waldersbach és Wildersbach községekkel határos.

## Népesség
A település népessége az elmúlt években az alábbi módon változott:
| Lakosok száma | 109  | 106  | 104  | 101  | 99   | 97   | 102  | 106  |
|               | 2013 | 2015 | 2017 | 2018 | 2019 | 2020 | 2021 | 2022 |